# Fabian Ware
Sir Fabian Arthur Goulstone Ware KCVO, KBE, CB, CMG (* 17. Juni 1869 in Clifton, Bristol; † 29. April 1949 in Amberley, Gloucestershire) war ein britischer Generalmajor und Gründer der Imperial War Graves Commission (heute: Commonwealth War Graves Commission, CWGC).

## Leben
Bis 1894 studierte er an der Universität von London und in Paris und schloss mit dem „Bachelor of Science“ ab. Hiernach nahm er eine Schultätigkeit auf und wurde auch als Prüfer für Staatsexamen berufen.
Ab 1899 schrieb er Artikel für die Morning Post. 1900 berief ihn das Erziehungskomitee zum Repräsentanten für die Pariser Weltausstellung. Hiernach übernahm er die Stellung des stellvertretenden Direktors für Erziehung im Transvaal (Südafrika) und wurde hier zwei Jahre später zum Direktor befördert.
Kurz danach erhielt er die Ernennung zum Direktor für Erziehung in der Gesetzgebenden Versammlung von Transvaal, dessen Präsident Viscount Milner war.
1905 kehrte Ware nach London zurück und übernahm bis 1911 die Tätigkeit als Redakteur bei der Morning Post, hiernach wurde er Direktor bei der Bergbaugesellschaft Rio Tinto Group.

## Erster Weltkrieg
Beim Ausbruch des Ersten Weltkriegs im August 1914 beabsichtigte Fabian Ware als Freiwilliger in die britische Armee einzutreten, aus Altersgründen wurde er jedoch abgelehnt. Er reiste im September 1914 nach Frankreich und erhielt, mit der Hilfe seines Gönners Viscount Milner, das Kommando über eine „Mobile Krankenhaus-Einheit“ die unter der Einsatzleitung des Britischen Roten Kreuzes in Frankreich eingesetzt war. Er erkannte sehr schnell, dass es einen organisatorischen und personellen Mangel bei der Registrierung der Gefallenen und der Errichtung von Kriegsgräberstätten gab. Ware begann eigens dafür eine Organisation aufzustellen.

## Gründung der Kriegsgräberkommission

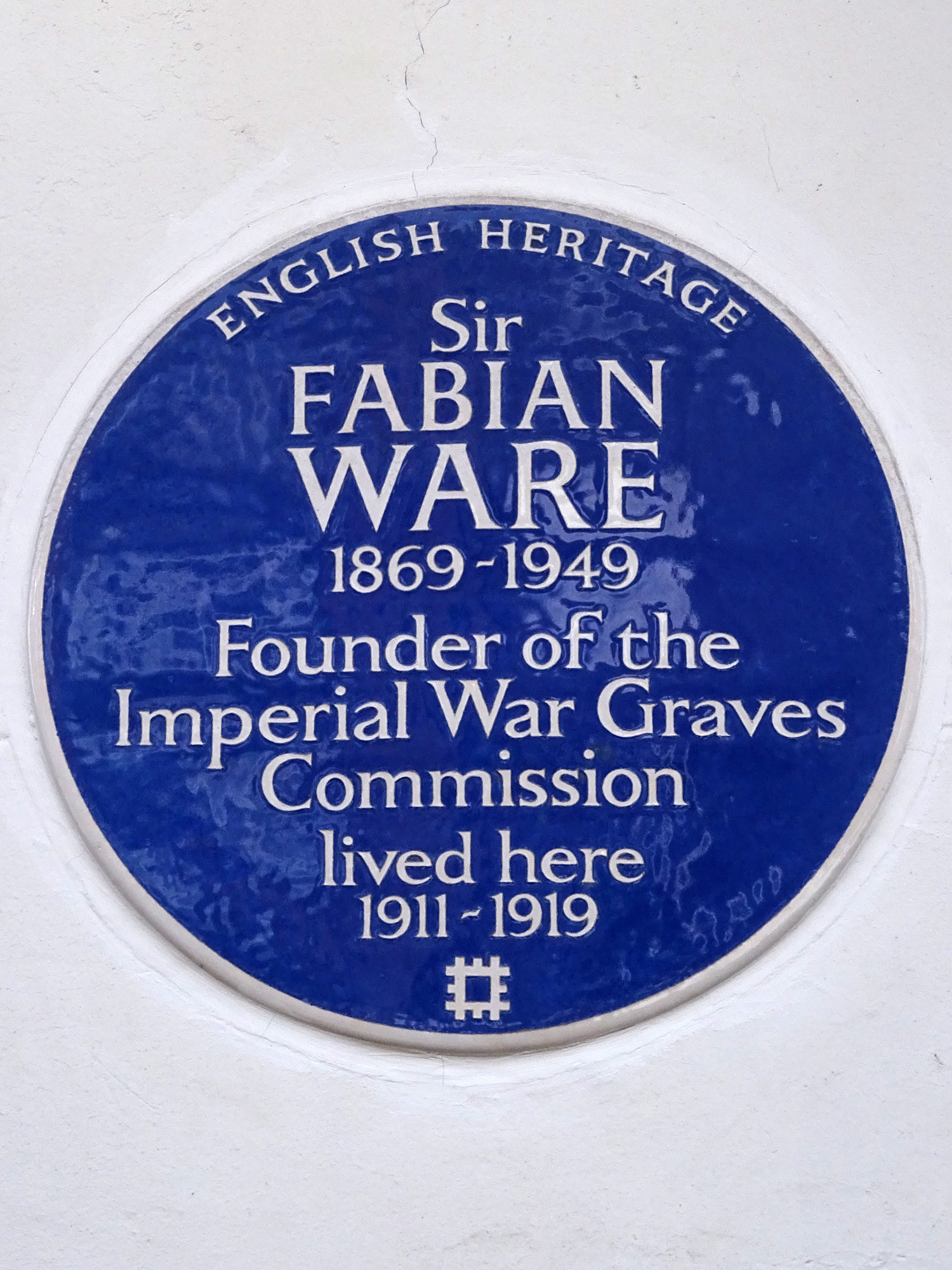
Blue Plaque in Marylebone

1915 wurde die von Ware ins Leben gerufene und aufgestellte Organisation samt und sonders vom Britischen Roten Kreuz an die britische Armee übergeben. Bis Oktober 1915 hatte die neue Gräber-Registrierungs-Kommission über 31 000 Gefallene registriert, diese Zahl erhöhte sich bis Mai 1916 auf 50 000. Ende 1915 wurde Fabian Ware zum Generalmajor befördert. Zum Ende des Weltkrieges sorgte sich Fabian Ware um den Erhalt der Kriegsgräberregistrierung und bat den damaligen Prince of Wales um Unterstützung. Mit dessen Mithilfe wurde das Anliegen Ende 1917 im britischen Kriegskabinett vorgebracht. Prinz Edward befürwortete die Gründung einer eigenständigen Organisation für die Errichtung und Betreuung von Kriegsgräberstätten und am 21. Mai 1917 wurde die „Imperial War Graves Commission“ mit der Erteilung der Royal Charter gegründet. Prinz Edward übernahm die Präsidentschaft, Fabian Ware wurde als Vizepräsident eingesetzt und übte diese Tätigkeit bis zu seinem Ruhestand im Jahre 1948 aus. Die Kommission errichtete nach dem Weltkrieg mehrere Kriegsgräberstätten in der Normandie, Flandern, Irland und England, Ware konnte als Architekten und Gartengestalter Edwin Lutyens und Reginald Blomfield gewinnen, während der Schriftsteller Rudyard Kipling die Grab- und Denkmalsinschriften auswählte.

## Veröffentlichungen
1937 veröffentlichte er unter dem Titel „The Immortal Heritage“ die Geschichte der Kriegsgräberkommission von 1917 bis 1937.

## Ehrung

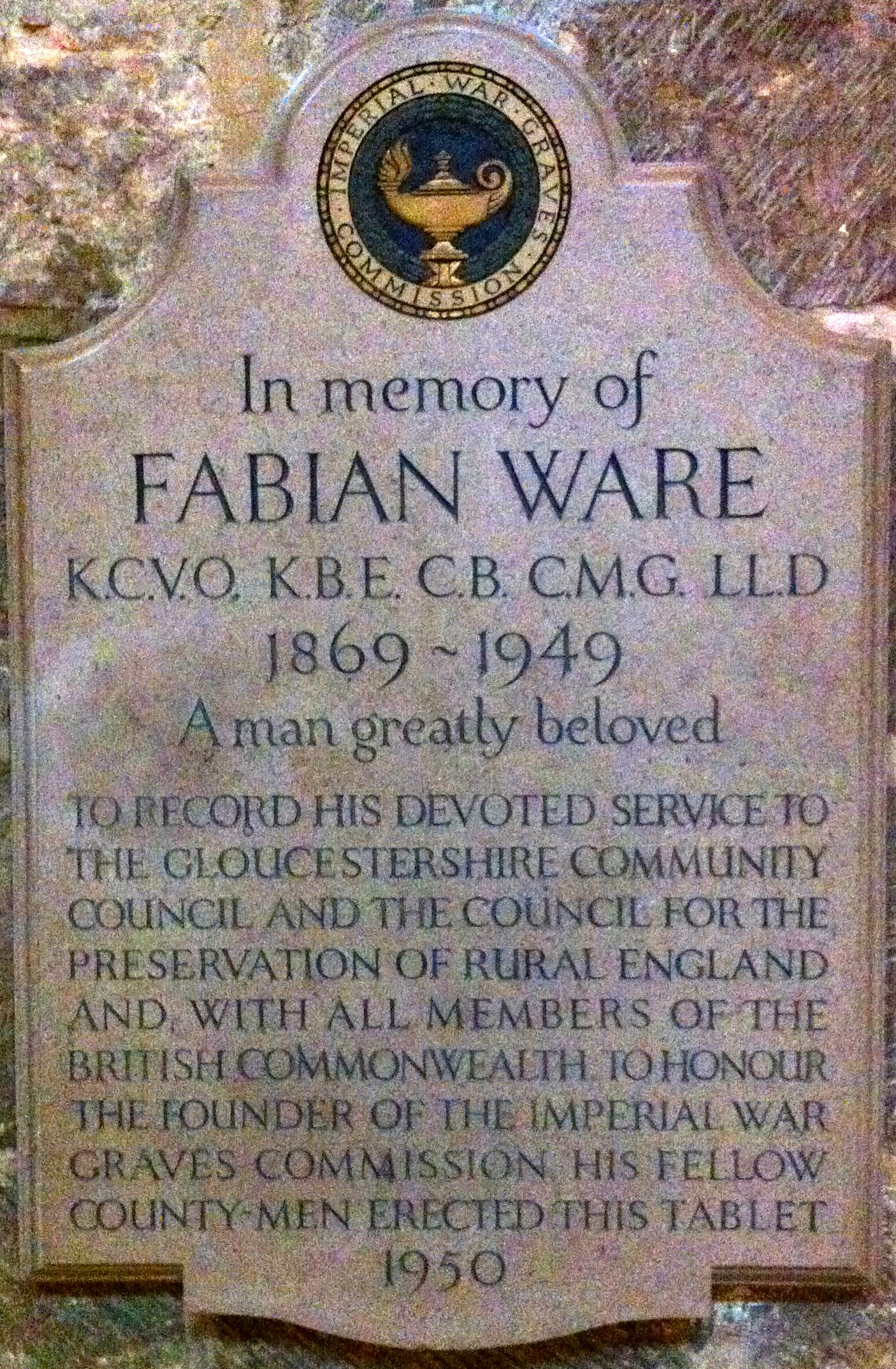
Gedenktafel in der Gloucester Cathedral

Sir Fabian Ware wurde auf dem örtlichen Kirchenfriedhof der Dreifaltigkeits-Kirche beigesetzt, sein Grabstein wurde im Stil der CWGC-Vorschriften errichtet. Erinnerungstafeln sind in der Westminster Abbey und in der Kathedrale von Gloucester aufgestellt.
Ihm wurden folgende Auszeichnungen und Orden verliehen:
- 1917: Companion of the Order of St. Michael and St. George (CMG)
- 1919: Companion of the Order of the Bath (CB)
- 1920: Knight Commander of the Order of the British Empire (KBE)
- 1922: Knight Commander of the Royal Victorian Order (KCVO)
- Ritter und Großoffizier der Ehrenlegion
- Commander of the Order of the Crown of Belgium (Ehrenoffizier der Belgischen Krone)
- 1929: Ernennung zum Master of Laws (ehrenhalber) der University of Aberdeen